# Streektaal- en dialectmuziek

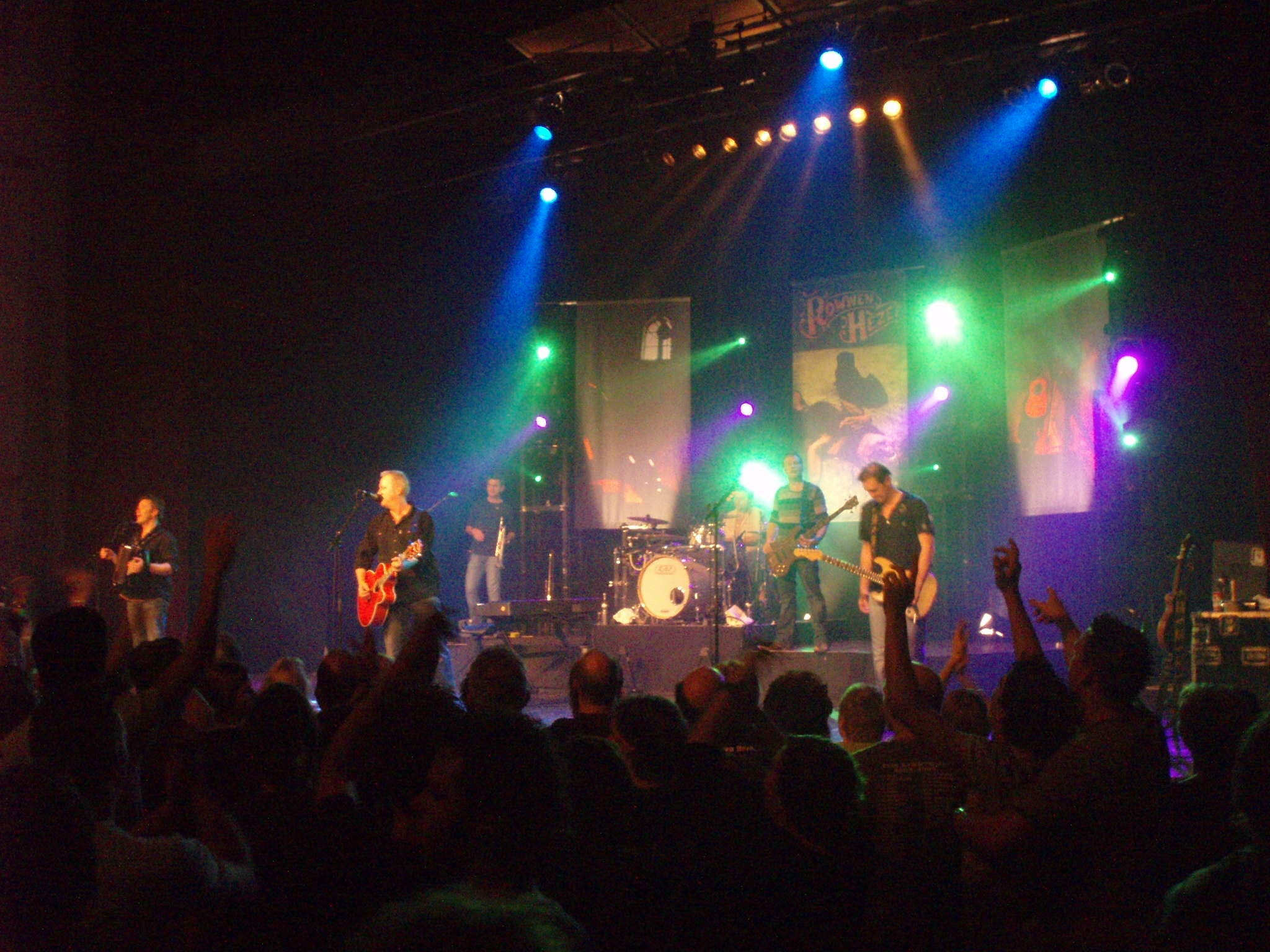
Rowwen Hèze, hier tijdens een concert te Nijmegen, is een in 1985 opgerichte band uit America (gemeente Horst aan de Maas) die in het Limburgs zingt. De muziek varieert van gevoelige ballads tot snellere tex-mex- en folknummers.

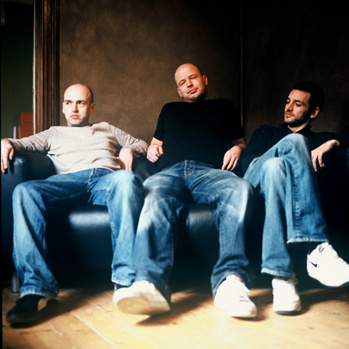
't Hof van Commerce

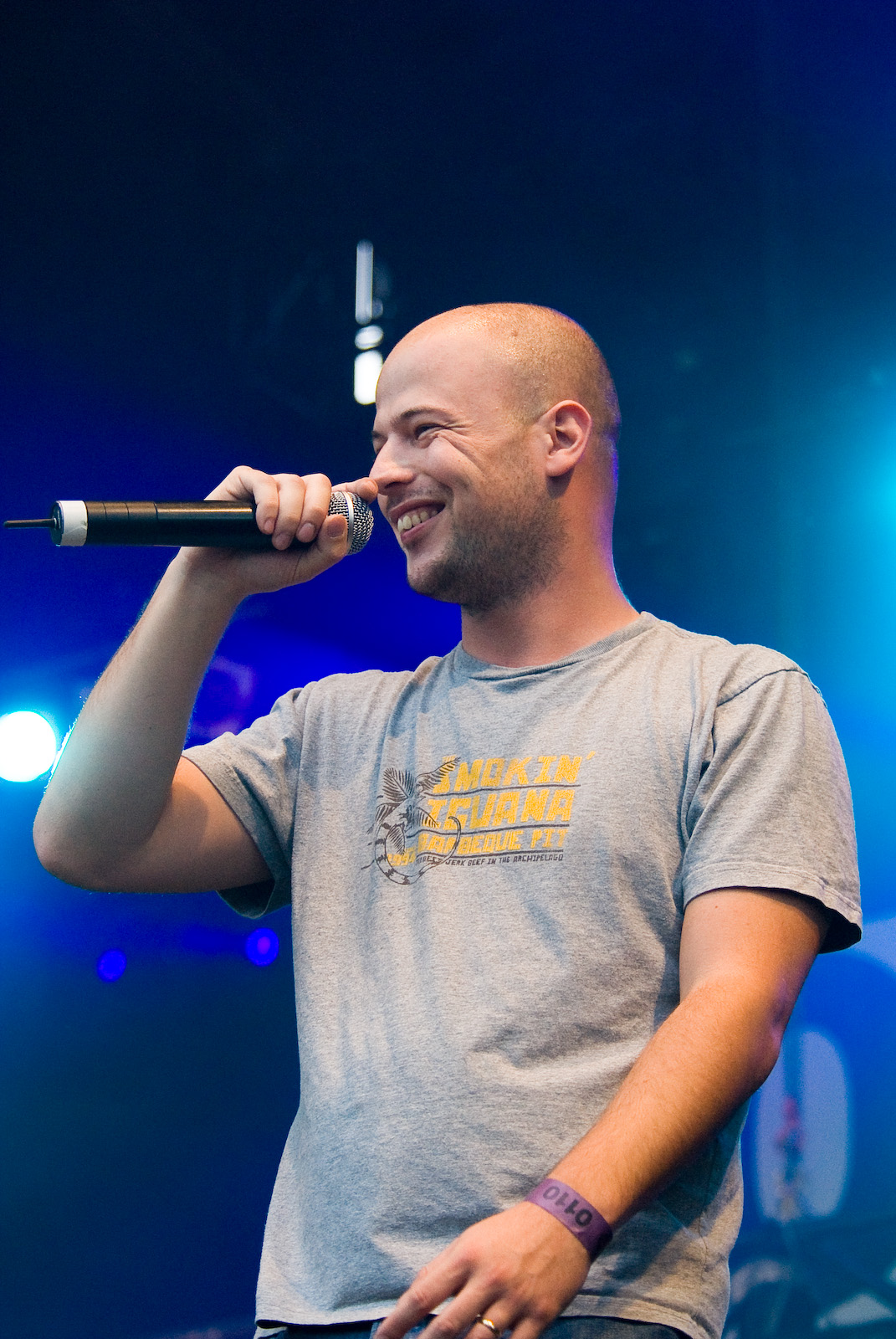
Flip Kowlier

Streektaal- en dialectmuziek is een verzamelbegrip voor gezongen muziek in de plaatselijke of regionale streektaal of dialect.

## Cultuurverschijnsel
Deze muziek is een cultuurverschijnsel dat in België en Nederland sinds eind jaren zeventig een belangrijke factor is in de Europese dialectrenaissance en de belangstelling voor de streektaal bij een groot en jong publiek weet hoog te houden. Pioniers in Nederland waren de Groningse amateur-troubadour Ede Staal en de Achterhoekse band Normaal, die elk een grote schare navolgers vonden. De streektaalmuziek is grofweg in twee genres te verdelen: het (feest-)rockachtige, geïnitieerd door Normaal, en het luisterliedachtige, waarmee Ede Staal beroemd werd.
De hitparade haalden onder meer Normaal (hoogste notering: 2 met Oerend hard), De Kast (4 met In nije dei) en Twarres (1 met Wêr bisto). Rowwen Hèze behaalde in 2006 de eerste plaats van de Album Top 100 met Rodus & Lucius.
Er komen ook meertalige samenwerkingsprojecten voor, zoals het duet Droemvlucht van de Limburgse band Rowwen Hèze met de Friese zangeres Nynke Laverman, waarin de artiesten beiden in hun eigen streektaal zingen.

## Varianten

### Boerenrock
Boerenrock is een naam voor een variant van de streektaal- en dialectmuziek. Bij dit subgenre wordt de zang ondersteund door rockmuziek. De naam heeft betrekking op de populariteit van dit genre op het platteland. Het genre ontstond rond 1977 na de hit "Oerend Hard" van Normaal. Daarom wordt Normaal wel beschouwd als het begin van de boerenrock. Veel boerenrockbands treden op tijdens dorpsfeesten in grote tenten.
Normaal wordt wel als grondlegger van de dialectpop beschouwd. Opvallend is dat veel van deze bands in het oosten van Nederland muzikaal in het verlengde van de "boogie rock" en bluesrock van bands als Status Quo zitten. In Friesland zitten veel boerenrock-bands muzikaal gezien in het punk-genre.

### Noord-Brabant en Nederlands-Limburg
In Nederlands-Limburg vindt men veel muziekgroepen die in het Limburgs zingen. In de carnavalstijd zingt men al sinds jaar en dag in de streektaal. De bekendere muziekgroepen in Noord-Brabant en Limburg treden gewoonlijk ook tijdens carnaval op of hebben nauwe banden met de carnavalsscene.
Jo Erens en Frits Rademacher schreven en vertolkten in de jaren 1960 liedjes in hun Sittards dialect die in beide Limburgen populair werden en bleven. Ook Toon Hermans schreef vele liedjes in zijn Sittardse moedertaal. Andere bekende zangers in het Limburgs waren Harry Bordon, Chel Savelkoul en Sjef Diederen.

### Vlaanderen
In Vlaanderen maakte in de jaren 50 pionier Bobbejaan Schoepen uit Boom furore met kleinkunst in het Brabants dialect, zowel Brussels als het Antwerps. De Antwerpenaar Wannes Van de Velde nam in 1966, tegen de heersende trend in, liederen op in het Antwerps. Hetzelfde gebeurde in het Gents door Walter De Buck. Ook Willem Vermandere startte toen in het West-Vlaams. Sinds 2001 is de West-Vlaming Flip Kowlier als streektaalartiest actief, waarmee hij zowel in Vlaanderen als Nederland succes heeft.

## Streektaalmuziekacts met een artikel op de Nederlandstalige Wikipedia

### België
Antwerpen
- Bobbejaan Schoepen
- Ed Kooyman
- Fixkes
- Katastroof
- Wannes Van de Velde
- Belgian Asociality
- The Clement Peerens Explosition
- De Strangers
- Slongs Dievanongs
- Tourist LeMC

Oost-Vlaanderen
- Aardvark
- Biezebaaze
- Ivan Heylen
- Walter De Buck
- Koen Crucke

Vlaams Brabant
- 't Kliekske
- De Fanfaar
- Urbanus
- Johan Verminnen

West-Vlaanderen
- 't Hof van Commerce
- Flip Kowlier
- Willem Vermandere
- Het Zesde Metaal
- Preuteleute
- Johny Turbo
- Kenji Minogue
- De Dolfijntjes
- Brihang

### Nederland
Drenthe
- Daniël Lohues
- Duo Karst
- Mooi Wark
- Skik
- Leon Moorman

Friesland
- Gerrit Breteler
- Rients Gratama
- Jitiizer
- Strawelte
- De Hûnekop
- De Kast
- Krips en Molenaar
- Ernst Langhout
- Twarres
- Griet Wiersma
- Piter Wilkens
- Hepie & Hepie
- Rommy Henstra

Gelderland
- de Boetners
- Boh Foi Toch
- Goed Goan
- Jovink en de Voederbietels
- Frans Nieuwenhuis
- Normaal

Groningen
- Alex Vissering
- Bond tegen Harries
- Ede Staal
- Hail Gewoon
- Henk Scholte
- Pé Daalemmer & Rooie Rinus
- Törf
- Wia Buze

Limburg
(zie ook de lijst van Limburgstalige muzikanten)
- Arno Adams
- Janse Bagge Bend
- Peter Beeker
- Big Benny
- Harry Bordon
- The Classics
- Frans Croonenberg
- Pierre Dentener
- Sjef Diederen
- Jo Erens
- Jean Innemee
- Kartoesj
- Sjeng Kraft
- Beppie Kraft
- Kwante Hippe
- Neet oét Lottum
- Joss Mennen
- Matty Niël
- Dominique Paats
- Frans Pollux
- Frits Rademacher
- Gé Reinders
- Rowwen Hèze
- Chel Savelkoul
- Suzan Seegers
- John Tana
- Frans Theunisz
- De Toddezèk
- Lex Uiting
- W-Dreej
- Wir Sind Spitze
- The Walkers

Noord-Brabant
- Gerard van Maasakkers
- WC Experience
- BZB (Band zonder Banaan)
- Ad de Laat
- Bertus Staigerpaip
- Björn van der Doelen
- JW Roy
- Jan van Brusselband

Noord-Holland
- Oôs Joôs

Overijssel
- Bökkers
- Herman Finkers
- Höllenboer
- Mannenkoor Karrespoor
- André Manuel
- Aalt Westerman
- Veur Disse Kear

Utrecht
- Herman Berkien
- Pleps
- Tineke Schouten
- Bukkes

Zeeland
- Bennie Hek & De Houdoe's
- Broeder Dieleman
- Surrender
- GRYSL

Zuid-Holland
- Kromme Jongens
- De Berini's

## Secundaire literatuur
- Gerard Menting, Marcel Hut: Boerenrock ISBN 978-90-5897-606-2